# Unione Sportiva Settimese 1942-1943
Questa voce raccoglie le informazioni riguardanti l'Unione Sportiva Settimese nelle competizioni ufficiali della stagione 1942-1943.

## Rosa
| N. |                   | Ruolo | Calciatore              |
| -- | ----------------- | ----- | ----------------------- |
|    | Italia (bandiera) | A     | G. Coppa                |
|    | Italia (bandiera) | C     | M. Dalsedime            |
|    | Italia (bandiera) | P     | Domenico Fattarsi       |
|    | Italia (bandiera) | A     | Giacomo Ferrero Varsino |
|    | Italia (bandiera) | A     | Vincenzo Fogliacco      |
|    | Italia (bandiera) | A     | G. Masuero              |
|    | Italia (bandiera) | A     | Riccardo Pellini        |

| N. |                   | Ruolo | Calciatore          |
| -- | ----------------- | ----- | ------------------- |
|    | Italia (bandiera) | C     | Roberto Picatti     |
|    | Italia (bandiera) | C     | Filippo Prato       |
|    | Italia (bandiera) | A     | Guglielmo Romero    |
|    | Italia (bandiera) | D     | Duilio Santagostino |
|    | Italia (bandiera) | A     | Gaspare Tallia      |
|    | Italia (bandiera) | A     | Ugo Turin           |
|    | Italia (bandiera) | A     | Felice Vittone      |